# 冠鱷獸屬
冠鱷獸屬意為「有冠狀物的鱷魚」，是種大型、早期雜食性獸孔目動物，是種基礎恐頭獸類動物，生存於二疊紀中期，約2億6700萬年前。冠鱷獸是該時代的最大型陸地動物之一。牠們的特徵是頭頂的明顯角狀結構，可能是用來作為物種內的視覺展示物。目前已知兩種冠鱷獸，都發現於俄羅斯西斯-烏拉（Cis-Urals）地區的彼爾姆州。

## 敘述

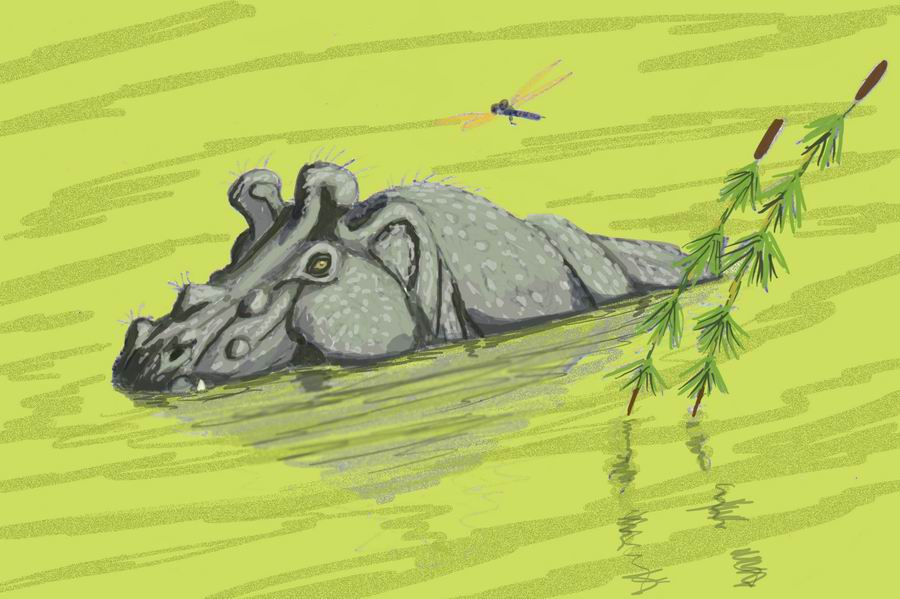
浸泡在水中的冠鱷獸想像圖

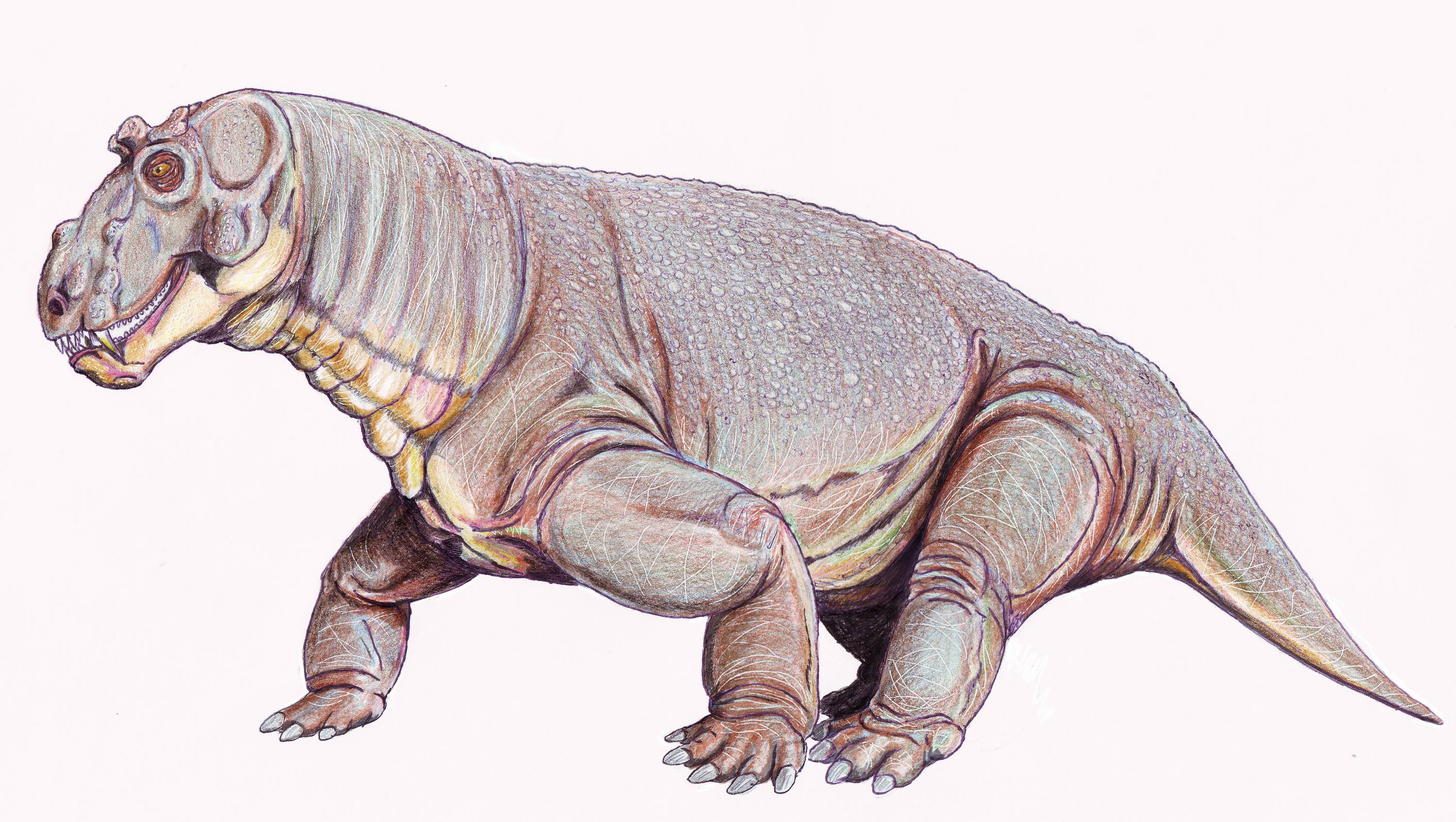
烏拉冠鱷獸的想像圖

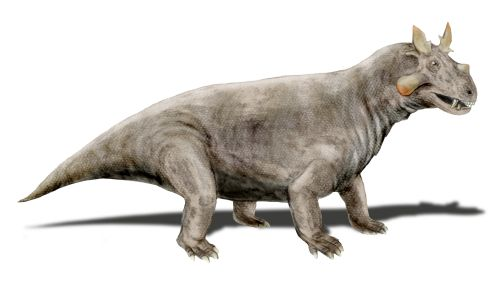
奇異冠鱷獸的想像圖

冠鱷獸是種大型、外表笨拙的動物，體型與成年公牛一樣大，並且四肢呈往兩測延伸步態。頭顱高而大，並擁有數個大型角狀物，分別從頭頂與兩側往上與往後生長，類似麋鹿的鹿角。
冠鱷獸的頭顱骨外表類似戟頭獸的頭顱骨，但兩者的角狀物從不同骨頭延伸而成；冠鱷獸的角狀物從額骨往上長出，戟頭獸的角狀物從橫骨上往後長。

## 種
目前已知兩種冠鱷獸，化石發現於俄羅斯的彼爾姆州；牠們的差別在於體型、頭顱形狀、頭角形狀。
烏拉冠鱷獸（E. uralensis）：種名是以烏拉山脈為名。化石發現於烏拉山脈的河道沉積層，同一地層也發現了始巨鱷、巴莫鱷、奇異冠鱷獸的化石。與奇異冠鱷獸相比，烏拉冠鱷獸的頭角較小。烏拉冠鱷獸有大型犬齒與小型牙齒。頭顱骨的長度約65公分，完整身長可能約4公尺。根據肩胛骨的形狀，牠們應該採取四肢往兩側延展的步態。
奇異冠鱷獸（E. mirabilis）：化石也是發現於烏拉山脈的河道沉積層，同一地層也發現了始巨鱷、巴莫鱷、烏拉冠鱷獸的化石。與烏拉冠鱷獸相比，奇異冠鱷獸的兩對頭角更為明顯，分別延伸自頭顱骨頂部與兩側，類似現代麋鹿；而口鼻部也較小、較寬。頭顱骨的長度約40公分，完整身長可能約3公尺。上頜有6顆門齒、2顆犬齒、以及20顆較小的牙齒。下頜有6顆門齒、2顆犬齒、以及30顆較小的牙齒。

## 大众文化
- 在《哆啦A梦》其中一集《进化退化射线》中，进化退化光线枪把一只老鼠变成了一隻冠鳄兽（2006年重制版）。

## 外部連結
- Palaeos - detailed description